# Bastion Baselaar
Bastion Baselaar is een verdedigingswerk aan de stadsmuur van 's-Hertogenbosch. Het bastion is gebouwd aan de tweede omwalling van de stad.
Tijdens het Beleg van 's-Hertogenbosch in 1629 was het doel om de stad te beschermen. Samen met Bastion Vught moest het de stad beschermen aan de oostzijde. De afstand tot Bastion Vught bleek te groot te zijn. Doordat daar een bres werd geslagen in de verdediging, kon de stad snel ingenomen worden. De troepen bij Bastion Baselaar konden de troepen bij Bastion Vught niet helpen, vanwege de afstand tussen de beide bastions. Pas nadat de stad ingenomen was, liet Frederik Hendrik van Oranje het Bastion Oranje bouwen.